# Sarah Fane
Lady Sarah Sophia Fane, contessa di Jersey (Lincoln, 4 marzo 1785 – Londra, 26 gennaio 1867), è stata una nobildonna inglese.

## Biografia
Era la figlia di maggiore di John Fane, X conte di Westmorland e Sarah Anne Child. Sua madre era l'unica figlia di Robert Child, l'azionista principale della banca Child & Co. Alla sua morte Sarah ereditò, non solo Osterley Park, ma divenne socia della banca. Suo marito, George Villiers, aggiunse il cognome Child grazie a una licenza reale.

## Matrimonio
Sposò, il 23 maggio 1804, George Villiers, V conte di Jersey, figlio di George Villiers, IV conte di Jersey e Frances Twysden. Ebbero sette figli:
- George Child Villiers, VI conte di Jersey (1808-1859);
- Lord Augustus John Child Villiers (1810-1847), sposò Georgiana Elphinstone, non ebbero figli;
- Lord Frederick William Child Villiers (1815-1871), sposò Lady Elizabeth van Reede, non ebbero figli;
- Lord Francis John Robert Child Villiers (1819-1862);
- Lady Sarah Frederica Caroline Child Villiers (1822-1853), sposò Nicola III Esterházy di Galantha, ebbero sei figli;
- Lady Clementina Augusta Wellington Child Villiers (1824-1858);
- Lady Adela Corisande Maria Child Villiers (1828-1860), sposò il colonnello Charles Parke Ibbetson, ebbero una figlia.

È stata un personaggio ricorrente nei romanzi di Georgette Heyer, dove era rappresentata come eccentrica e imprevedibile, ma molto intelligente e attenta, e buona e generosità.

## Ascendenza
|                                    |              |                   | Genitori                                     |  |  | Nonni |  |  | Bisnonni                               |  |  | Trisnonni  |  |
|                                    |              |                   |                                              |  |  |       |  |  | Thomas Fane, VIII conte di Westmorland |  |  | Henry Fane |  |
|                                    |              |                   |                                              |  |  |       |  |  | Thomas Fane, VIII conte di Westmorland |  |  | Henry Fane |  |
|                                    |              | Anne Scrope       |                                              |  |  |       |  |  | Thomas Fane, VIII conte di Westmorland |  |  |            |  |
| John Fane, IX conte di Westmorland |              |                   |                                              |  |  |       |  |  | Thomas Fane, VIII conte di Westmorland |  |  |            |  |
|                                    |              | Elizabeth Swymmer | William Swymmer                              |  |  |       |  |  |                                        |  |  |            |  |
|                                    |              | Elizabeth Swymmer | William Swymmer                              |  |  |       |  |  |                                        |  |  |            |  |
|                                    |              | Elizabeth Swymmer | Mary Anne Lane                               |  |  |       |  |  |                                        |  |  |            |  |
| John Fane, X conte di Westmorland  |              | Elizabeth Swymmer |                                              |  |  |       |  |  |                                        |  |  |            |  |
|                                    |              | Montague Bertie   | Robert Bertie, I duca di Ancaster e Kesteven |  |  |       |  |  |                                        |  |  |            |  |
|                                    |              | Montague Bertie   | Robert Bertie, I duca di Ancaster e Kesteven |  |  |       |  |  |                                        |  |  |            |  |
|                                    |              | Montague Bertie   | Albinia Farrington                           |  |  |       |  |  |                                        |  |  |            |  |
| Augusta Bertie                     |              | Montague Bertie   |                                              |  |  |       |  |  |                                        |  |  |            |  |
|                                    |              | Elizabeth Piers   | William Piers                                |  |  |       |  |  |                                        |  |  |            |  |
|                                    |              | Elizabeth Piers   | William Piers                                |  |  |       |  |  |                                        |  |  |            |  |
|                                    |              | Elizabeth Piers   | Elizabeth Ekins                              |  |  |       |  |  |                                        |  |  |            |  |
| Sarah Fane                         |              | Elizabeth Piers   |                                              |  |  |       |  |  |                                        |  |  |            |  |
|                                    | Samuel Child | Francis Child     |                                              |  |  |       |  |  |                                        |  |  |            |  |
|                                    | Samuel Child | Francis Child     |                                              |  |  |       |  |  |                                        |  |  |            |  |
|                                    | Samuel Child | Elizabeth Wheeler |                                              |  |  |       |  |  |                                        |  |  |            |  |
| Robert Child                       | Samuel Child |                   |                                              |  |  |       |  |  |                                        |  |  |            |  |
|                                    |              | Agatha Edgar      | Mileson Edgar                                |  |  |       |  |  |                                        |  |  |            |  |
|                                    |              | Agatha Edgar      | Mileson Edgar                                |  |  |       |  |  |                                        |  |  |            |  |
|                                    |              | Agatha Edgar      | …                                            |  |  |       |  |  |                                        |  |  |            |  |
| Sarah Child                        |              | Agatha Edgar      |                                              |  |  |       |  |  |                                        |  |  |            |  |
|                                    |              | Gilbert Jodrell   | …                                            |  |  |       |  |  |                                        |  |  |            |  |
|                                    |              | Gilbert Jodrell   | …                                            |  |  |       |  |  |                                        |  |  |            |  |
|                                    |              | Gilbert Jodrell   | …                                            |  |  |       |  |  |                                        |  |  |            |  |
| Sarah Jodrell                      |              | Gilbert Jodrell   |                                              |  |  |       |  |  |                                        |  |  |            |  |
|                                    |              | Mary Craddock     | William Craddock                             |  |  |       |  |  |                                        |  |  |            |  |
|                                    |              | Mary Craddock     | William Craddock                             |  |  |       |  |  |                                        |  |  |            |  |
|                                    |              | Mary Craddock     | …                                            |  |  |       |  |  |                                        |  |  |            |  |
|                                    |              | Mary Craddock     |                                              |  |  |       |  |  |                                        |  |  |            |  |